# Redenção da Serra
Redenção da Serra este un oraș în São Paulo (SP), Brazilia.